# Prvenstvo Anglije 1879
Prvenstvo Anglije 1879 v tenisu.

## Moški posamično
John Hartley :  Frank Hadow, b.b.